# Dalton (Georgie)
Dalton je město v okrese Whitfield County ve státě Georgie ve Spojených státech amerických. V roce 2020 žilo ve městě 34 417 obyvatel.

## Historie
Indiánské kmeny Woodland a Kríkové obývaly dnešní oblast Daltonu až do poloviny 18. století, kdy indiánský kmen Čerokíů tlačil kmen Kríků na západ a na jih. Čerokíové byly nakonec nuceni odejít po tragédii známe jako Trail of Tears (stopa slz). V době, kdy poslední Čerokíové opustili oblast Daltonu, se začala stavět železnice která měla propojit západ s Atlantským oceánem (W&A), to se také nakonec roku 1852 podařilo, kdy železnice byla dostavěna.

## Demografie
Podle sčítání lidí v roce 2010 žilo ve městě 33 128 obyvatel a 11 337 domácností. V roce 2011 žilo ve městě 16 361 mužů (49,3 %) a 16 824 žen (50,7 %). Průměrný věk obyvatel je 31 let (2011)